# Синьтай
Синьта́й (кит. упр. 新泰, пиньинь Xīntài) — городской уезд городского округа Тайань провинции Шаньдун (КНР). Название образовано из первых иероглифов названий находящихся на его территории гор Синьфушань и Тайшань.

## История
При империи Западная Хань в этих местах был образован уезд Дунпинъян (东平阳县). При империи Восточная Хань он был присоединён к уезду Наньчэн (南城县). В эпоху Троецарствия, когда эти земли оказались в составе царства Вэй, уезд Дунпинъян был воссоздан. При империи Западная Цзинь он был переименован в Синьтай (新泰县).
При империи Северная Вэй по соседству существовало два уезда с одинаково пишущимся названием Синьтай: один из них находился на землях современного городского округа Синьтай, и был подчинён округу Дунтайшань (东泰山郡) области Бэйсюй (北徐州), а другой располагался на землях современных уездов Пинъи и Мэнъинь, и был подчинён округу Дунъань (东安郡) области Наньцин (南青州). При империи Суй тот Синьтай, что находился в области Бэйсюй, был сначала подчинён области Цзюйчжоу (莒州), а когда она в 606 году была расформирована — перешёл в состав области Ичжоу (沂州); наньцинский же Синьтай был в 584 году переименован в Дунъань (东安县), а в 596 году стал уездом Ишуй. При империи Тан в 622 году вновь была создана область Цзюйчжоу, в которую вошли уезды Синьтай и Ишуй, однако в 634 году она была расформирована, и уезд Синьтай вновь оказался в составе области Ичжоу.
После того, как эти земли были завоёваны чжурчжэнями и вошли в состав империи Цзинь, уезд был включён в состав области Тайань (泰安州), ставшей при империи Цин Тайаньской управой (泰安府). После Синьхайской революции области и управы были упразднены.
В 1950 году в провинции Шаньдун был образован Специальный район Тайань (泰安专区), и уезд Синьтай вошёл в его состав. В 1956 году был расформирован уезд Цуян (徂阳县), и его восточная часть была присоединена к уезду Синьтай. В декабре 1958 года специальный район Тайань был расформирован, и уезд перешёл под юрисдикцию Цзинаня. В марте 1960 года из уезда Синьтай был выделен городской уезд Синьвэнь (新汶).
В 1961 году Специальный район Тайань был воссоздан, и городской уезд Синьвэнь вместе с уездом Синьтай вернулись в его состав. В 1967 году Специальный район Тайань был переименован в Округ Тайань (泰安地区). В 1983 году уезд Синьтай и городской уезд Синьвэнь были объединены в городской уезд Синьтай.
В мае 1985 года постановлением Госсовета КНР округ Тайань был преобразован в городской округ.

## Административное деление
Городской уезд делится на 3 уличных комитета, 17 посёлков и 1 волость.

## Экономика
В Синьтае базируется угольная компания Xinwen Mining Group.